# Manuel Ramos Otero
Manuel Ramos Otero (20 de julho de 1948 – 7 de outubro de 1990) foi um escritor porto-riquenho. Ele é amplamente considerado o escritor porto-riquenho abertamente gay mais importante do século XX,  que escreveu em espanhol, e seu trabalho era frequentemente controvertido devido ao seu conteúdo sexual e político. Ramos Otero morreu em San Juan, Porto Rico, devido a complicações da AIDS. 

## Vida
Jesús Manuel Ramos Otero nasceu em Manatí, Porto Rico, e passou sua infância em sua cidade natal, morando no segundo local do antigo prédio do cassino porto-riquenho de Manatí. Iniciou seus estudos no Colegio La Inmaculada, em Manatí. Sua família se mudou para San Juan aos sete anos de idade. Mais tarde, cursou a Universidade de Porto Rico, no Campus Río Piedras (1960–1965) e obteve um bacharelado em ciências sociais (com especialização em sociologia e especialização em ciências políticas) pela Universidade de Porto Rico, graduando-se em 1969. Em 1979, ele recebeu um mestrado em literatura pela  Universidade de Nova Iorque. Enquanto morava na cidade de Nova York, ele trabalhou como pesquisador social e, posteriormente, como professor em diversas universidades, incluindo a Rutgers University, a LaGuardia Community College, a York College e a Lehman College. Ele também estabeleceu uma pequena editora, El Libro Viaje. Ele organizou conferências e encontros de escritores porto-riquenhos nos Estados Unidos, como Giannina Braschi e Luis Rafael Sánchez. Ele é mais lembrado como poeta e autor de contos, mas também escreveu um romance e vários ensaios sobre crítica literária. 

## Produção literária
Muitos, mas não todos, os trabalhos de Ramos Otero se concentram em personagens autobiográficos de gays porto-riquenhos que são escritores e vivem na cidade de Nova York.
Uma das histórias mais interessantes de Ramos Otero é "La última plena que bailó Luberza", que ele publicou em 1975 na revista literária Zona carga y descarga ao lado de uma história de Rosario Ferré ( "Cuando las mujeres quieren um los hombres "). As histórias de Ramos Otero e Ferré foram baseadas na vida de Isabel Luberza Oppenheimer (mais conhecida como Isabel la Negra), uma famosa senhora que dirigia um bordel na cidade de Ponce entre as décadas de 1930 e 1960. A história de Ramos Otero foi mais tarde incluída em seu livro El Cuento da Mujer del Mar (A história da mulher do mar). 
Em seu trabalho, Ramos Otero defende abertamente pontos de vista gays e posições feministas. Para ele, a homossexualidade representava um status de forasteiro; ele não defendia a plena integração, mas explorava a situação dos sujeitos marginais. Ele também discutiu seu status de HIV e o preconceito e discriminação enfrentados pelas pessoas afetadas pela AIDS. A maior parte de sua produção não foi traduzida e está disponível apenas em espanhol. 

## Trabalho

### Ensaios
- "Da colonização à culonização." Cupey 8, n. 1-2 (1991): 63-79.
- "A ética da margem na poesia de Luis Cernuda." Cupey 5, n. 1-2 (1988): 16-29.
- "Ficção e história: texto e pretexto da autobiografía". El mundo (Puerto Rico Ilustrado) [San Juan, PR] 14 de outubro de 1990: 20-23.

### Narrativa
- Concierto de metal para um retorno e outras orgias de solidão. San Juan: Editorial Cultural, 1971.
- O conto da Mulher do Mar. Rio Piedras: Ediciones Huracán, 1979.
- Cuentos de buena tinta. San Juan: Instituto de Cultura Puertorriqueña, 1992.
- La novelabingo. Nova York: Editorial El Libro Viaje, 1976.
- Página em branco e staccato. 2nda ed. Madrid: Editorial Playor, 1988 [1987].

### Poesia
- Invitación al polvo. Madrid: Editorial Plaza Mayor, 1991.
- O livro da morte. Rio Piedras: Editorial Cultural; Maplewood, NJ: Waterfront Press, 1985.

## Obras coletadas
- Tálamos e tumbas: prosa e verso. Guadalajara, Jalisco, México: Universidad de Guadalajara, 1998. ISBN 9789688958452

## Recepção crítica
Inúmeros estudiosos da literatura escreveram sobre Ramos Otero, incluindo Arnaldo Cruz-Malavé, Jossianna Arroyo, Juan G. Gelpí e José Quiroga.  Rubén Ríos Ávila comparou as experiências de Ramos Otero em Nova York com as do escritor cubano exilado Reinaldo Arenas. Lawrence La Fountain-Stokes escreveu sobre Ramos Otero no contexto da diáspora queer porto-riquenha, comparando-o com outros artistas como Luz María Umpierre, Frances Negrón-Muntaner, Nemir Matos-Cintrón e Erika Lopez.